# Pseudoeurycea leprosa
Pseudoeurycea leprosa ist ein im zentralen Mexiko relativ häufig vorkommender Salamander aus der Gattung der Mexiko-Salamander (Pseudoeurycea) innerhalb der Familie der Lungenlosen Salamander.

## Merkmale
Pseudoeurycea leprosa ist eine mittelgroße Art innerhalb der 32 Arten umfassenden Gattung der Mexiko-Salamander. Sie hat eine Kopf-Rumpf-Länge von ungefähr 5 bis 6 cm.
Die Grundfärbung ist dunkelbraun oder schwarz mit silbergrauen Flecken. Darüber hinaus gibt es eine unregelmäßige braune bis rostrote Zeichnung auf dem Rücken der Salamander. Diese Zeichnung ist sehr variabel und kann auch ganz fehlen. Bei einzelnen Exemplaren bildet sie in der Mitte des Rückens, besonders aber auf der Oberseite des Schwanzes ein breites, rostrotes Band. Ein silbergrauer Streifen bildet auf jeder Seite die Begrenzung zur Unterseite des Tieres, die dunkelgrau bis schwarz gefärbt ist. Jungtiere sind ebenfalls dunkelgrau bis schwarz mit unregelmäßiger silbergrauer Zeichnung und selten einem rostroten Streifen am Übergang zum Schwanz.

## Verbreitung
Pseudoeurycea leprosa ist in Zentralmexiko von den westlichen Außenbezirken von Mexiko-Stadt und dem nördlichen Morelos über den Bundesstaat México und Puebla bis zum Citlaltépetl, dem höchsten Berg Mexikos, im Bundesstaat Veracruz verbreitet. Die Art kommt im Hochland in Tannen- und Kiefernwäldern in 2700–3300 m Höhe vor und ist stellenweise häufig.

## Lebensweise
Diese Salamanderart ist bodenbewohnend und verkriecht sich tagsüber im Laub oder unter der Rinde umgestürzter Bäume. Im Hochland von Mexiko ist Pseudoeurycea leprosa im Gegensatz zu den Lungenlosen Salamandern in den südlichen Teilen Mittelamerikas sowohl von jahreszeitlichen als auch von täglichen Temperaturschwankungen abhängig. In den Verstecken von Pseudoeurycea leprosa variiert die Temperatur im Sommer zwischen 10,8 °C und 22,2 °C und im Herbst zwischen 4,5 °C und 11,3 °C. Wie die meisten anderen Lungenlosen Salamander ernährt sich Pseudoeurycea leprosa hauptsächlich von Ameisen und anderen kleinen Insekten, kann aber mit Hilfe seiner klebrigen Schleuderzunge auch Ringelwürmer und größere Raupen erbeuten.
Die Eier werden geschützt in der Streu oder im Moos abgelegt. Es wird angenommen, dass Pseudoeurycea leprosa ähnlich wie andere Lungenlose Salamander Brutpflege betreibt, indem das Gelege einige Wochen lang bewacht wird. Die Entwicklung erfolgt direkt im Ei, aus dem die Jungtiere schlüpfen, ohne ein Larvenstadium im Wasser zu durchlaufen.

## Taxonomie
Adrien Louis Jean François Sumichrast war ein Schweizer Naturforscher, der 1855 nach Mexiko gekommen war. Er sandte zahlreiche seiner herpetologischen Funde an das National Museum, wo Edward Drinker Cope viele Erstbeschreibungen nach den von Sumichrast übersandten Exemplaren verfasste. Die Erstbeschreibung von Pseudoeurycea leprosa erfolgte im Jahre 1869 in der Zeitschrift Proceedings of the Academy of Natural Sciences of Philadelphia, in der Cope eine Zusammenstellung der Lungenlosen Salamander veröffentlichte. Der Salamander wurde damals von ihm in die Gattung Spelerpes eingereiht.